# Sedum ulricae
Sedum ulricae är en fetbladsväxtart som beskrevs av Fröderstr.. Sedum ulricae ingår i Fetknoppssläktet som ingår i familjen fetbladsväxter. Inga underarter finns listade i Catalogue of Life.